# Paul Julius

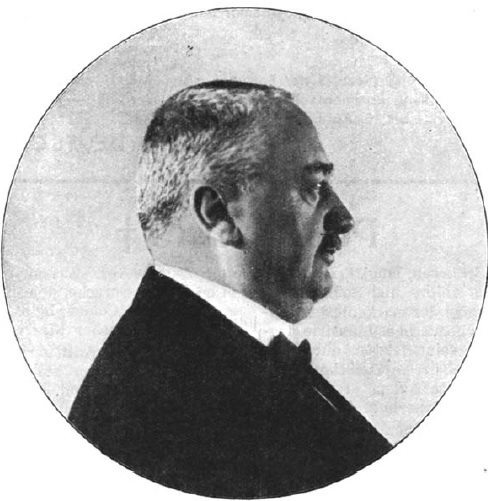
Paul Julius, Porträtfoto aus dem Nachruf in der Zeitschrift für angewandte Chemie (vgl. Literatur)

Paul Julius (* 14. Oktober 1862 in Liesing (Wien); † 9. Januar 1931 in Heidelberg) war ein österreichischer Chemiker und Manager in der deutschen Chemieindustrie.
Julius war der Sohn des Chemikers Hermann Julius und studierte Chemie an der Technischen Hochschule Wien, wo er sich schon mit Synthese von Farbstoffen befasste, und an der Universität Basel, wo er 1886 bei Rudolf Nietzki mit einer Dissertation über Farbstoffe promoviert wurde. Danach war er in der Redaktion der Zeitschrift Die Chemische Industrie in Berlin tätig. 1888 wechselte er in das Hauptlabor der BASF in Ludwigshafen, wo er Abteilungsleiter und Direktor des Hauptlabors wurde. Ab 1906 hatte er Prokura und 1915 wurde er Mitglied des Vorstands. Als Ende 1925 die BASF auf die IG Farbenindustrie AG fusioniert wurde, ging er 1926 in den Ruhestand. Er lebte von 1922 bis zu seinem Tod 1931 in einer von der BASF gebauten Direktorenvilla in der Weststadt von Heidelberg, die Ende 1977 für den damals geplanten Synagogen-Neubau angebrochen wurde. Er wurde auf dem Heidelberger Bergfriedhof bestattet.
Er begründete die Chemie der organischen Azopigmente, mit dem von ihm synthetisierten Litholrot R (1899) als erstem Vertreter. Er synthetisierte als erster I-Säure (manchmal nach ihm auch J-Säure genannt) und stellte daraus eine Reihe Azofarbstoffe zur Baumwollfärbung her.
Weite Verbreitung fanden seine Tabellen synthetischer Farbstoffe mit Gustav Schultz.
Er wurde von der Technischen Hochschule Wien und der Technischen Hochschule Karlsruhe mit der Ehrendoktorwürde ausgezeichnet.
Zu seinen privaten Interessen zählte die Numismatik.

## Schriften
- Die künstlichen organischen Farbstoffe. Dissertation, 1887.
- (mit Gustav Schultz): Tabellarische Übersicht der im Handel befindlichen künstlichen organischen Farbstoffe. Berlin 1888. / 3. Auflage, Berlin 1897. (Digitalisat auf archive.org)
  - englischsprachige Ausgabe: Arthur G. Green: A systematic survey of the organic colouring matters. 2. Auflage, Macmillan, London 1908. (Digitalisat auf archive.org)